# Canadian Open (curling)
Canadian Open – męski i kobiecy turniej curlingowy, rozgrywany od 2001, zaliczany do cyklu Wielkiego Szlema. Pula nagród wynosi 100 tys. dolarów kanadyjskich. 
Pięciokrotnie turniej wygrywał Kevin Martin. W sezonie 2003/2004 podczas zawodów rozegrano mecz o trzecie miejsce.

## Kobiety
| Rok  | Miasto  | Liczba drużyn | Zwyciężczyni                                      | Finalistka                                              |
| ---- | ------- | ------------- | ------------------------------------------------- | ------------------------------------------------------- |
| 2014 | Yorkton | 16            | Eve Muirhead, Anna Sloan, Vicki Adams, Sarah Reid | Rachel Homan, Emma Miskew, Joanne Courtney, Lisa Weagle |

### Klasyfikacja
| Drużyna          | QF | SF1 | F | W |
| ---------------- | -- | --- | - | - |
| Eve Muirhead     |    |     |   | 1 |
| Rachel Homan     |    |     | 1 |   |
| Heather Nedohin  |    | 1   |   |   |
| Valerie Sweeting |    | 1   |   |   |
| Chelsea Carey    | 1  |     |   |   |
| Binia Feltscher  | 1  |     |   |   |
| Jennfier Jones   | 1  |     |   |   |
| Sherry Middaugh  | 1  |     |   |   |

## Mężczyźni
| Rok              | Miasto       | Liczba drużyn | Zwycięzca                                                      | Finalista                                                    |
| ---------------- | ------------ | ------------- | -------------------------------------------------------------- | ------------------------------------------------------------ |
| 2001             | Wainwright   | 24            | Wayne Middaugh, Graeme McCarrel, Ian Tetley, Scott Bailey      | Jeff Stoughton, Jon Mead, Garry VanDenBerghe, Doug Armstrong |
| 2002             | Thunder Bay  | 18            | Kevin Martin, Don Walchuk, Carter Rycroft, Don Bartlett        | Glenn Howard, Richard Hart, Collin Mitchell, Jason Mitchell  |
| 2003             | Brandon      | 16            | Glen Despins, Rod Montgomery, Phillip Germain, Dwayne Mihalicz | Dave Boehmer, Pat Spring, Richard Daneault, Don Harvey       |
| 2005             | Winnipeg     | 15            | Kevin Martin, Don Walchuk, Carter Rycroft, Don Bartlett        | Randy Ferbey, David Nedohin, Scott Pfeifer, Marcel Rocque    |
| 2006             | Winnipeg     | 15            | Jeff Stoughton, Jon Mead, Garry VanDenBerghe, Steve Gould      | John Morris, Kevin Koe, Marc Kennedy, Paul Moffatt           |
| 2007 (2006/2007) | Winnipeg     | 18            | Kevin Martin, John Morris, Marc Kennedy, Ben Hebert            | Randy Ferbey, David Nedohin, Scott Pfeifer, Marcel Rocque    |
| 2007             | Québec       | 16            | Kevin Martin, John Morris, Marc Kennedy, Ben Hebert            | Shawn Adams, Paul Flemming, Craig Burgess, Kelly Mittelstadt |
| 2009             | Winnipeg     | 18            | Glenn Howard, Richard Hart, Brent Laing, Craig Savill          | Kevin Martin, John Morris, Marc Kennedy, Ben Hebert          |
| 2010             | Winnipeg     | 18            | Kevin Martin, John Morris, Marc Kennedy, Ben Hebert            | Glenn Howard, Richard Hart, Brent Laing, Craig Savill        |
| 2011             | Oshawa       | 18            | Mike McEwen, B.J. Neufeld, Matt Wozniak, Denni Neufeld         | Glenn Howard, Richard Hart, Brent Laing, Craig Savill        |
| 2011             | Oshawa       | 18            | Mike McEwen, B.J. Neufeld, Matt Wozniak, Denni Neufeld         | Jeff Stoughton, Jon Mead, Reid Carruthers, Steve Gould       |
| 2012             | Kelowna      | 18            | Glenn Howard, Wayne Middaugh, Brent Laing, Craig Savill        | Brad Jacobs, Ryan Fry, E.J. Harnden, Ryan Harnden            |
| 2013             | Medicine Hat | 18            | Kevin Koe, Pat Simmons, Carter Rycroft, Nolan Thiessen         | Brad Gushue, Brett Gallant, Adam Casey, Geoff Walker         |
| 2014             | Yorkton      | 16            | Brad Gushue, Mark Nichols, Brett Gallant, Geoff Walker         | Steve Laycock, Kirk Muyres, Colton Flasch, Dallan Muyres     |

### Klasyfikacja
| Drużyna            | QF | SF1 | F | W |
| ------------------ | -- | --- | - | - |
| Kevin Martin       | 3  | 3   | 1 | 5 |
| Glenn Howard       | 1  | 5   | 3 | 2 |
| Mike McEwen        | 2  | 2   |   | 2 |
| Jeff Stoughton     | 6  | 3   | 2 | 1 |
| Brad Gushue        | 2  |     | 1 | 1 |
| Kevin Koe          | 1  | 3   |   | 1 |
| Wayne Middaugh     | 3  | 2   |   | 1 |
| Glen Despins       |    |     |   | 1 |
| Randy Ferbey       | 2  | 1   | 2 |   |
| Dave Moehmer       | 1  | 1   | 1 |   |
| John Morris        |    | 1   | 1 |   |
| Brad Jacobs        | 2  |     | 1 |   |
| Shawn Adams        |    |     | 1 |   |
| Steve Laycock      |    |     | 1 |   |
| Kerry Burtnyk      | 3  | 1   |   |   |
| Vic Peters         | 2  | 1   |   |   |
| Mark Kean          | 1  | 1   |   |   |
| Tomas Ulsrud       | 1  | 1   |   |   |
| Brendan Bottcher   |    | 1   |   |   |
| Niklas Edin        |    | 1   |   |   |
| Martin Ferland     |    | 1   |   |   |
| Pierre Charette    | 2  |     |   |   |
| Jim Cotter         | 2  |     |   |   |
| Rob Fowler         | 2  |     |   |   |
| Jean-Michel Ménard | 2  |     |   |   |
| Pat Simmons        | 2  |     |   |   |
| Tom Brewster       | 1  |     |   |   |
| Reid Carruthers    | 1  |     |   |   |
| Peter Corner       | 1  |     |   |   |
| Pete Fenson        | 1  |     |   |   |
| John Epping        | 1  |     |   |   |
| Brad Hannah        | 1  |     |   |   |
| Mark Johnson       | 1  |     |   |   |
| Joel Jordison      | 1  |     |   |   |
| Bruce Korte        | 1  |     |   |   |
| Allan Lyburn       | 1  |     |   |   |
| Dale Matchett      | 1  |     |   |   |
| Kevin Park         | 1  |     |   |   |
| Pat Rayan          | 1  |     |   |   |
| Rob Rumfeldt       | 1  |     |   |   |
| Pål Trulsen        | 1  |     |   |   |
| Bob Ursel          | 1  |     |   |   |

1 - nie uwzględnia wyniku meczu o 3. miejsce w 2003

## Nazwa turnieju
- Telus Canadian Open: 2001
- M&M Meat Shops Canadian Open: 2002
- Canadian Open: 2003, 2005
- BDO Classic Canadian Open: 2006, grudzień 2007, 2010
- BDO Classic Canadian Open of Curling: styczeń 2007
- BDO Canadian Open of Curling: 2009
- BDO Canadian Open: 2011
- Canadian Open of Curling: od 2012